# Iossif Chklovski
Pour les articles homonymes, voir Chklovski.
Iossif Samouïlovitch Chklovski (en ukrainien : Йосип Самуїлович Шкловський; en russe : Иосиф Самуилович Шкловский), né le 1er juillet 1916, Hloukhiv, de l'oblast de Soumy, en Ukraine et mort le 3 mars 1985, est un radioastronome ukrainien et soviétique. Ses travaux s'articulent principalement autour des supernovae et des pulsars, ainsi que sur des problématiques liées à la vie extraterrestre.

## Travaux

### Domaine des supernovae et des pulsars
On lui doit notamment la mise en évidence d'un mécanisme secondaire de formation des pulsars dans les systèmes binaires à faible excentricité orbitale, déduit de l'observation de PSR B0820+02. L'existence de tels systèmes n'est pas prévue par les mécanismes usuels de formation des pulsars, basés sur l'explosion d'une supernova, qui éjecte le résidu compact (pulsar ou trou noir) à grande vitesse (de l'ordre de 1000 kilomètres par seconde). Il est également découvreur de l'effet Chklovski, correspondant à la lente variation apparente de la période de rotation des pulsars du simple fait de leur déplacement. Il a également identifié la nature exacte de la source de rayons X Scorpius X-1. C'est également lui qui a identifié la nature du rayonnement de la nébuleuse du Crabe, à savoir une émission synchrotron produite par des électrons ultrarelativistes se déplaçant le long des lignes du champ magnétique du pulsar central.
Il a travaillé à l'observatoire d'astrophysique de Crimée. Son confrère Nikolaï Tchernykh a nommé en son honneur l'astéroïde (2849) Shklovskij, découvert le 1er avril 1976.

### Domaine de la vie extraterrestre
Vers 1958, Iossif Chklovski connut une notoriété mondiale en suggérant que le satellite de mars Phobos pourrait être une structure artificielle. Son argumentation reposait sur l'observation d'un léger freinage du mouvement orbital de Phobos qui aurait impliqué que celui-ci était creux, chose impossible pour un objet naturel. Chklovski proposa comme modèle une sphère d'acier creuse de 16 km de diamètre et de moins de 6 cm d'épaisseur, et son hypothèse fut relayée à travers le monde, par exemple dans le journal Astronautics par Fred Singer, conseiller scientifique du président des États-Unis Eisenhower. Cependant, objet de controverse dès 1963, ce modèle fut abandonné à la fin des années 1960. Les observations ultérieures de Phobos par des sondes spatiales ne firent que confirmer le caractère irréaliste de cette théorie.
Collaborateur de Nikolaï Kardachev et de sa fameuse échelle, Iossif Chklovski a participé à l'écoute de très larges portions de l'univers dans les années 1960 et 70.
Il est aussi célèbre pour une prise de position à rapprocher du Paradoxe de Fermi. Selon l'échelle de Kardachev, une civilisation de Type III est une civilisation qui aurait à sa disposition et qui maîtriserait pour sa consommation d'énergie une puissance d'au moins 1036 W, soit la totalité de l'énergie disponible dans la galaxie où elle réside. D'après Chklovski, si elle existe, une telle civilisation devrait rayonner une quantité très importante d'énergie, soit par l'émission de « fuites » involontaires ou par l'émission intentionnelle de messages. La quantité d'énergie diffusée à l'occasion de ces émissions serait telle que les Terriens, pourtant pas encore parvenus au stade de civilisation de Type I de l'Échelle de Kardachev, avec la technologie dont ils disposent depuis les années 1960, seraient néanmoins en mesure d'en intercepter. Constatant l'absence de telles interceptions, Chklovski, quelque peu désabusé, a conclu au suicide obligé d'une super-civilisation de Type III.
Iossif Chklovski est enfin célèbre pour avoir coécrit un livre avec Carl Sagan, Intelligent Life in the Universe (1966).
Il est décédé le 3 mars 1985 à Moscou et enterré au cimetière Vostriakovo.

## Publications
- Cosmic Radio Waves, Cambridge, Massachusetts, Harvard University Press, 1960.
- Physics of the Solar Corona, Pergamon Press, Oxford, 1965.
- Intelligent Life in the Universe, avec Carl Sagan, Holden Day, San Francisco, 1966, réédition 1998,  (ISBN 1-892803-02-X)
- Supernovae, New York John Wiley & Sons, 1968.
- Stars: Their Birth, Life, Death, W. H. Freeman, San Francisco, 1978,  (ISBN 0-7167-0024-7).
- Five Billion Vodka Bottles to the Moon: Tales of a Soviet Scientist, avec Mary Fleming Zirin & Harold Zirin W. W. Norton & Company, 1991.